# Bohumil Kučera (1894–1980)
Bohumil Kučera (16. října 1894 Zvíkovec – 2. dubna 1980) byl profesorem mezinárodního práva na Právnické fakultě Masarykovy univerzity.

## Život
V roce 1919 absolvoval Právnickou fakultu Univerzity Karlovy, po krátké praxi advokátního koncipienta nastoupil na ministerstvo zahraničních věcí, a to jej přivedlo k celoživotnímu vědeckému zájmu o mezinárodní právo. Publikoval v odborných časopisech, přičemž jeho pozornost se více zaměřovala na mezinárodní právo soukromé. Roku 1929 se habilitoval na Právnické fakultě Masarykovy univerzity a odborně se vrátil k mezinárodnímu právu veřejnému. O rok později byl jako zaměstnanec ministerstva zahraničních věcí, jímž zůstal až do jeho zrušení v roce 1939, přidělen k československému velvyslanectví v Nizozemsku, aby monitoroval Stálý dvůr mezinárodní spravedlnosti, což jej vedlo ke zvýšenému zájmu o soudní prostředky řešení mezinárodních sporů. Při té příležitosti se také účastnil i činnosti společností Institut Juridique International v Haagu a International Law Association v Londýně.
Těsně před uzavřením českých vysokých škol 17. listopadu 1939 byl na brněnské právnické fakultě jmenován mimořádným profesorem mezinárodního práva. Vzhledem k nastalé situaci ale nakonec přešel do odboru sociálního pojištění protektorátního ministerstva sociální a zdravotní správy, kde zůstal až do konce války. Po válce se začal věnovat už převážně jen teorii (byl stoupencem brněnské normativní teorie), roku 1946 byl v Brně jmenován řádným profesorem, napsal několik odborných statí inspirovaných válečnými událostmi, byl také hlavním redaktorem časopisu Bulletin de droit tchécoslovaque a pro ministerstvo zahraničních věcí už jen občas zpracovával posudky a školil adepty diplomacie. Po únoru 1948 byl rozhodnutím akčního výboru z právnické fakulty vyhnán a následně předčasně penzionován, takže dílo Soustava mezinárodního práva, které mělo systematicky obsáhnout mezinárodní právo a jeho poválečné proměny, už vydáno nebylo. Stejně tak nemohl publikovat pozdější práci Demokratická společnost a lidská práva a další. Zemřel v zapomenutí.

## Dílo
- Mezinárodní základy cizineckého práva (Brno : Barvič a Novotný, 1929)
- Mezinárodní rozsudek. Studie z mezinárodního soudního procesu (Brno : Orbis, 1935)
- Základní problémy mezinárodního soudního procesu (Brno : Orbis, 1938)
- Charta Spojených národů. Zároveň příspěvek k dějinám mezinárodní organisace (Praha : Melantrich, 1946)